# Сиријалс солушонс
Сиријалс солушонс (енгл. Serials Solutions) била је дивизија Проквеста која је пружала е-ресурсне приступне и менаџмент сервисе (ERAMS) за библиотеке. Ови производи су омогућили библиотекарима да лакше управљају електронским ресурсима који служе потребама њихових корисника. Сиријалс солушонс је постао део Проквест воркфлоу солушонса (енгл. ProQuest Workflow Solutions) године 2011, а назив Serials Solutions престао је да се користи 2014. године. Проквест је 2015. преузео Екс либрис групу, компанију за аутоматизацију библиотека с много производа сличних онима Проквест воркфлоу солушонса. Дивизија Воркфлоу солушонса требало је да се споји са Екс либрисом у нову пословну групу под називом Ex Libris, a ProQuest Company.

## Историја
Сиријалс солушонс је замишљен 1999, а основали су га Стив Макракен, Мајк Макракен и Питер Макракен након што су препознали да је пружање ослобођења од библиотечких покровитеља при навигацији кроз електронске ресурсе профитабилна домена за којом треба да се трага.
Сиријалс солушонс је инкорпорисан у марту 2000. Посао је нарастао од покретања када су га четири човека водила из подрума Макракенових до мултимилионске компаније у суседству Фримонт (Сијетл, Вашингтон; САД).
Током првих година рада компаније, кооснивач Питер Макракен радио је на овој компанији у настајању истовремено радећи пуно радно време као референтни библиотекар у Одегард преддипломској библиотеци на Универзитету у Вашингтону. Године 2009, Питер Макракен — тада директор за истраживање — напустио је компанију како би трагао за технолошким пројектима повезанима са његовим доживотним интересом за поморском историјом; пример је сајт за истраживање пловила ShipIndex.org.
Године 2004, Сиријалс солушонс је постао дивизија Проквеста (управа за информације и учење). Године 2007, ProQuest Information and Learning преузела је CSA и Кембриџ информативна група, када је накратко постала ProQuest CSA — након чега је вратила оригинални назив Проквест као „нови” бренд. Као део аквизиције Проквест—CSA, Сиријалс солушонс се спојио са Улриксом и постао примарни продавач услуга Улрикса (Ulrichsweb.com) и Улрикс сиријалс аналисис система (енгл. Ulrich's Serials Analysis System).
У мају 2005, Џејн Берк — бивша директорица Ендевор информејшон системса (енгл. Endeavor Information Systems) — дошла је на чело Сиријалс солушонса. Беркова је већ водила успешне послове са библиотечком технологијом. Седиште Сиријалс солушонса је било смештено у сијетлском суседству Фримонт.
Године 2011, Сиријалс солушонс је постао део нове дивизије Проквеста — Воркфлоу солушонс (енгл. Workflow Solutions). Назив Serials Solutions је престао да се користи, а замењен је 2014. године именом бренда — ProQuest.

## Производи
- AquaBrowser
- Summon
- KnowledgeWorks
- 360 Link
- 360 MARC Updates
- 360 Resource Manager
- 360 Counter
- 360 Core
- Ulrichsweb
- Ulrich's Serials Analysis System
- Intota